# Le Grand-Quevilly
Le Grand-Quevilly è un comune francese di 25 415 abitanti situato nel dipartimento della Senna Marittima nella regione della Normandia.

## Società

### Evoluzione demografica
Abitanti censiti